# Listă de guvernatori ai statului New Jersey, Statele Unite ale Americii
Această pagină este o listă a celor care au servit în funcția de Guvernator al statului New Jersey.
Tradițional, doar guvernatorii aleși sunt considerați candidați pentru această listă, ca atare lui William Livingston i se oferă adesea onoarea de a fi primul guvernator al statului. Conform legii semnate la 10 ianuarie 2006, toți guvernatorii care au servit cel puțin 180 de zile sunt considerați guvernatori plini și nu guvernatori interimari. Astfel, această legislație a schimbat titlurile a doi guvernatori, Donald DiFrancesco și Richard Codey, respectiv a afectat numerotarea lui Jim McGreevey. 
Guvernatorii interimari sunt listați doar dacă a existat o vacanță guvernamentală permanentă, și nu atunci când guvernatorii se aflau fizic în afara teritoriului statului respectiv sau dacă erau incapabili de a-și exercita funcția pe o durată limitată. 

## Guvernatori în timpul existenței[the] Proprietors(1665–1674)
| Philip Carteret | 1665 – 1672 |
| John Berry      | 1672 – 1673 |
| Anthony Colve   | 1673 – 1674 |

## Guvernatorii colonieiEast Jerseyși adjuncții acestora (1674–1702)
| Philip Carteret | 1674 – 1682 |                                                               |
| Robert Barclay  | 1682 – 1688 |                                                               |
|                 | 1682 – 1683 | Guvernator adjunct - Thomas Rudyard                           |
|                 | 1683 – 1686 | Guvernator adjunct - Gawen Lawrie                             |
|                 | 1686 – 1687 | Guvernator adjunct - Lord Neill Campbell                      |
|                 | 1687 – 1690 | Guvernator adjunct - Andrew Hamilton                          |
| Edmund Andros   | 1688 – 1689 | A guvernat pentru entitatea colonială Dominion of New England |
| Andrew Hamilton | 1692 – 1697 |                                                               |
| Jeremiah Basse  | 1698 – 1699 |                                                               |
| Andrew Hamilton | 1699 – 1702 |                                                               |

## Guvernatori ai colonieiWest Jerseyși adjuncții acestora (1680–1702)
| Edward Byllynge | 1680 – 1687 |                                      |
|                 | 1681 – 1684 | Guvernator adjunct - Samuel Jennings |
|                 | 1684 – 1685 | Guvernator adjunct - Thomas Olive    |
|                 | 1685 – 1687 | Guvernator adjunct - John Skene      |
| Daniel Coxe     | 1687 – 1688 |                                      |
| Edmund Andros   | 1688 – 1689 |                                      |
|                 | 1690        | Guvernator adjunct - Edward Hunloke  |
| Andrew Hamilton | 1692 – 1697 |                                      |
| Jeremiah Basse  | 1697 – 1699 |                                      |
| Andrew Hamilton | 1699 – 1702 |                                      |

## Guvernatorii din timpul guvernării regale (1703–1776)

### Guvernatori de New York și New Jersey (1703 –1738)
| Edward Hyde, Lord Cornbury | 1703 – 1708 |                                                                          |
| John Lovelace              | 1708 – 1709 |                                                                          |
| Richard Ingoldesby         | 1709 – 1710 | A cumulat ambele funcții, cea de guvernator și cea de guvernator adjunct |
| Robert Hunter              | 1710 – 1720 |                                                                          |
| William Burnet             | 1720 – 1728 |                                                                          |
| John Montgomerie           | 1728 – 1731 |                                                                          |
| Lewis Morris               | 1731 – 1732 | Președintele Consiliului                                                 |
| William Cosby              | 1732 – 1736 |                                                                          |
| John Anderson              | 1736        | Președintele Consiliului                                                 |
| John Hamilton              | 1736 – 1738 | Președintele Consiliului                                                 |

### Guvernatori doar ai coloniei New Jersey (1738–1776)
| Lewis Morris     | 1738 – 1746 |                                     |
| John Hamilton    | 1746 – 1747 | Președintele Consiliului            |
| John Reading     | 1747        | Președintele Consiliului            |
| Jonathan Belcher | 1747 – 1757 |                                     |
|                  | 1757        | Guvernator adjunct - Thomas Pownall |
| John Reading     | 1757 – 1758 | Președintele Consiliului            |
| Francis Bernard  | 1758 – 1760 |                                     |
| Thomas Boone     | 1760 – 1761 |                                     |
| Josiah Hardy     | 1761 – 1763 |                                     |
| William Franklin | 1763 – 1776 |                                     |

## Guvernatori în timpul guvernelor reprezentative (1776— prezent)

### Guvernatori conformConstituțieistatuluiNew Jersey din 1776 (1776–1844)
| 01 | William Livingston         | 1776 – 1790 |                      |
| NA | Elisha Lawrence            | 1790 (?)    |                      |
| 02 | William Paterson           | 1790 – 1793 |                      |
| NA | Thomas Henderson           | 1793        |                      |
| 03 | Richard Howell             | 1793 – 1801 |                      |
| 04 | Joseph Bloomfield          | 1801 – 1802 |                      |
|    | John Lambert               | 1802 – 1803 | Guvernator interimar |
|    | Joseph Bloomfield          | 1803 – 1812 |                      |
| 05 | Aaron Ogden                | 1812 – 1813 |                      |
| 06 | William Sanford Pennington | 1813 – 1815 |                      |
| 07 | Mahlon Dickerson           | 1815 – 1817 |                      |
| 08 | Isaac Halstead Williamson  | 1817 – 1829 |                      |
| 09 | Peter Dumont Vroom         | 1829 – 1832 |                      |
| 10 | Samuel Lewis Southard      | 1832 – 1833 |                      |
| 11 | Elias P. Seeley            | 1833        |                      |
|    | Peter Dumont Vroom         | 1833 – 1836 |                      |
| 12 | Philemon Dickerson         | 1836 – 1837 |                      |
| 13 | William Pennington         | 1837 – 1843 |                      |
| 14 | Daniel Haines              | 1843 – 1845 |                      |

### Guvernatori conformConstituțieistatuluiNew Jerseydin 1844 (1844–1946)
| 15 | Charles C. Stratton      | 1845 – 1848       | Whig       | Guvernator ales      |
|    | Daniel Haines            | 1848 – 1851       | Democrat   | Guvernator ales      |
| 16 | George F. Fort           | 1851 – 1854       | Democrat   | Guvernator ales      |
| 17 | Rodman M. Price          | 1854 – 1857       | Democrat   | Guvernator ales      |
| 18 | William A. Newell        | 1857 – 1860       | Republican | Guvernator ales      |
| 19 | Charles S. Olden         | 1860 – 1863       | Republican | Guvernator ales      |
| 20 | Joel Parker              | 1863 – 1866       | Democrat   | Guvernator ales      |
| 21 | Marcus L. Ward           | 1866 – 1869       | Republican | Guvernator ales      |
| 22 | Theodore F. Randolph     | 1869 – 1872       | Democrat   | Guvernator ales      |
|    | Joel Parker              | 1872 – 1875       | Democrat   | Guvernator ales      |
| 23 | Joseph D. Bedle          | 1875 – 1878       | Democrat   | Guvernator ales      |
| 24 | George Brinton McClellan | 1878 – 1881       | Democrat   | Guvernator ales      |
| 25 | George C. Ludlow         | 1881 – 1884       | Democrat   | Guvernator ales      |
| 26 | Leon Abbett              | 1884 – 1887       | Democrat   | Guvernator ales      |
| 27 | Robert Stockton Green    | 1887 – 1890       | Democrat   | Guvernator ales      |
|    | Leon Abbett              | 1890 – 1893       | Democrat   | Guvernator ales      |
| 28 | George T. Werts          | 1893 – 1896       | Democrat   | Guvernator ales      |
| 29 | John W. Griggs1          | 1896 – 1898       | Republican | Guvernator ales      |
|    | Foster M. Voorhees       | 1898              | Republican | Guvernator interimar |
|    | David Ogden Watkins      | 1898 – 1899       |            | Guvernator interimar |
| 30 | Foster M. Voorhees       | 1899 – 1902       | Republican | Guvernator ales      |
| 31 | Franklin Murphy          | 1902 – 1905       | Republican | Guvernator ales      |
| 32 | Edward C. Stokes         | 1905 – 1908       | Republican | Guvernator ales      |
| 33 | John Franklin Fort       | 1908 – 1910       | Republican | Guvernator ales      |
|    |                          |                   |            |                      |
|    | Horace Baker             | 1910 – 1911       | Republican | Guvernator ales      |
| 34 | Woodrow Wilson2          | 1911 – 1913       | Democrat   | Guvernator ales      |
|    | James F. Fielder         | 1913              | Democrat   | Guvernator interimar |
|    | Leon R. Taylor           | 1913 – 1914       |            | Guvernator ales      |
| 35 | James F. Fielder         | 1914 – 1917       | Democrat   | Guvernator ales      |
| 36 | Walter Evans Edge3       | 1917 – 1919       | Republican | Guvernator ales      |
|    |                          |                   |            |                      |
|    | William Nelson Runyon    | 1919 – 1920       | Republican | Guvernator ales      |
|    |                          |                   |            |                      |
|    | Clarence E. Case         | 1920              | Republican | Guvernator interimar |
|    |                          |                   |            |                      |
| 37 | Edward I. Edwards        | 1920 – 1923       | Democrat   | Guvernator ales      |
| 38 | George Sebastian Silzer  | 1923 – 1926       | Democrat   | Guvernator ales      |
| 39 | A. Harry Moore           | 1926 – 1929       | Democrat   | Guvernator ales      |
| 40 | Morgan Foster Larson     | 1929 – 1932       | Republican | Guvernator ales      |
|    | A. Harry Moore3          | 1932& ndash; 1935 | Democrat   | Guvernator ales      |
|    | Clifford Ross Powell     | 1935              | Republican | Guvernator interimar |
|    | Horace Griggs Prall      | 1935              | Republican | Guvernator interimar |
| 41 | Harold G. Hoffman        | 1935 – 1938       | Republican | Guvernator ales      |
|    | A. Harry Moore           | 1938 – 1941       | Democrat   | Guvernator ales      |
| 42 | Charles Edison           | 1941 – 1944       | Democrat   | Guvernator ales      |
|    | Walter Evans Edge        | 1944 – 1947       | Republican | Guvernator ales      |

1 A demisionat din funcția de guvernator ca să devină Procuror General al Statelor Unite ale Americii. 
2 A demisionat din funcția de guvernator ca să devină Președinte al Statelor Unite ale Americii. 
3 A demisionat din funcția de guvernator ca să devină Senator al Senatului Statelor Unite ale Americii. 

### Guvernatori conformConstituțieistatuluiNew Jerseydin anul1947(1947 — prezent)
| 43 | Alfred E. Driscoll     | 1947–1954 | Republican | Guvernator           |
| 44 | Robert B. Meyner       | 1954–1962 | Democrat   | Guvernator           |
| 45 | Richard J. Hughes      | 1962–1970 | Democrat   | Guvernator           |
| 46 | William T. Cahill      | 1970–1974 | Republican | Guvernator           |
| 47 | Brendan Byrne          | 1974–1982 | Democrat   | Guvernator           |
| 48 | Thomas Kean            | 1982–1990 | Republican | Guvernator           |
| 49 | James Florio           | 1990–1994 | Democrat   | Guvernator           |
| 50 | Christine Todd Whitman | 1994–2001 | Republican | Governor             |
| 51 | Donald DiFrancesco     | 2001–2002 | Republican | Governor             |
|    | John Farmer Jr.        | 2002      | Republican | Guvernator interimar |
|    | John O. Bennett        | 2002      | Republican | Guvernator interimar |
|    | Richard Codey          | 2002      | Democrat   | Guvernator interimar |
| 52 | Jim McGreevey          | 2002–2004 | Democrat   | Guvernator           |
| 53 | Richard Codey          | 2004–2006 | Democrat   | Guvernator           |
| 54 | Jon Corzine            | 2006-2010 | Democrat   | Guvernator           |